# Escuela Nacional de Ciencias Químicas
La  Escuela Nacional de Ciencias Químicas es el nombre con el que se le conoce al complejo de edificios ubicados en la calle Mar del Norte 5, de la colonia San Álvaro en la alcaldía Azcapotzalco. Este complejo albergó a principios del siglo XX a la primera escuela de Química del país y posteriormente a la Facultad de Química de la UNAM desde 1916 hasta 1962. La escuela fue fundada el 23 de septiembre de 1916, por decreto del entonces Presidente de la República, el General Venustiano Carranza en el pueblo de Tacuba

## Historia
El proyecto de la creación de la primera escuela de Química de México fue propuesto por el maestro Juan Salvador Agraz al entonces presidente Francisco I. Madero en 1913, sin embargo, a causa del movimiento revolucionario su desarrollo fue lento.  En 1915 la Dirección de Enseñanza Técnica de la Secretaría de Instrucción Pública y Bellas Artes comisionó al químico Roberto Medellín Ostos para formular el proyecto de organización y plan de estudios, y para acondicionar el inmueble donde se establecería la escuela en el pueblo de Tacuba. A final de ese año se designó a Juan Salvador Agraz primer director y  el 23 de septiembre de 1916  dieron inicio los cursos con el nombre de Escuela Nacional de Química Industrial,  la ceremonia fue presidida por Venustiano Carranza, el secretario de Instrucción Félix F. Palavicini y el rector de la Universidad José N. Macías
En sus instalaciones se ofrecieron las carreras de Químico Industrial, Perito en Industrias y Práctico en Industrias, en las que se inscribieron 70 alumnos: 30 mujeres y 40 hombres, quienes formaron parte de la primera generación de estudiantes. Debido a la inestabilidad que se vivía en la época el 5 de febrero de 1917 esta escuela fue incorporada a la Universidad Nacional de México y se enfocó en la industrialización práctica con cursos de capacitación sobre materias grasas, perfumería, fermentaciones, curtientes y cerámicas.
En 1935 la escuela jugó un papel fundamental cuando el presidente Lázaro Cárdenas declaró la expropiación petrolera, pues sus alumnos ayudaron a técnicos mexicanos a continuar con los trabajos de extracción de hidrocarburos.
En 1962 sus estudiantes se mudaron a las nuevas instalaciones ubicadas en Ciudad Universidad.  Después en 1965, la escuela cambió el nombre a Facultad de Química pues agregaron programas de posgrado a la formación de los estudiantes.
En el periodo que consta entre 1965 y 1969 las instalaciones de Tacuba fueron utilizadas como oficinas administrativas de UNAM, en 1969 se instaló en ese sitio el Departamento de Comunicación Gráfica (DECOGRAF) perteneciente a la Escuela Nacional de Artes Plásticas y un año después, en 1970 arribó también la Preparatoria Popular (PP) Tacuba, ambas escuelas estaban divididas por un muro. En 1979 el DECOGRAF fue desalojado para ser trasladado a Xochimilco y en 1984 también fueron desalojados los estudiantes de la PPT. En 1986 el inmueble fue recuperado durante la rectoría del Dr. Jorge Carpizo a través de la firma González Labastida y la fundación de un patronato de la Facultad de Química dirigida por el maestro Othón Canales y el doctor José Luis Mateos.
Actualmente en ese edificio se realizan actividades de Educación Continua, su mantenimiento está bajo el patronato de la Facultad de Química y su administración depende de la Universidad Nacional Autónoma de México.